# Беркаталь
Беркаталь (нем. Berkatal) — община в Германии, в земле Гессен. Подчиняется административному округу Кассель. Входит в состав района Верра-Майснер.  Население составляет 1665 человек (на 31 декабря 2010 года). Занимает площадь 19,56 км².
Община подразделяется на 3 сельских округа.